# Uvularia
Uvularia là một chi thực vật có hoa trong họ Colchicaceae.
Tại khu vực bản địa chúng được gọi là bellworts (cỏ chuông), bellflowers (hoa chuông) hay merrybells (chuông vui vẻ). Tên chi phát sinh từ tiếng Latin ūvula nghĩa là "quả nho nhỏ", có lẽ là do cách thức các bông hoa rủ xuống. Chúng thường mọc trên các chỗ dốc trong rừng hay khe núi và lan rộng bằng các thân bò lan, hay các thân rễ dạng thân bò lan. Chúng thường cao 45–60 cm (18–24 in) và ra 1 hay 2 hoa mỗi thân vào tháng 4 và tháng 5, rủ xuống từ các nách lá.
Các loài Uvularia là cây thân thảo sống lâu năm với thân đơn hoặc chia thành 2 cành mọc thẳng. Lá so le, không cuống hoặc xuyên lá. Hoa đơn (đôi khi đôi) rủ xuống từ đỉnh các thân, bề ngoài là từ nách lá nhưng thực tế là đầu ngọn. Chúng nở hoa vào mùa xuân với các hoa hình chuông bao gồm các cánh đài dài. Quả có 3 thùy, màu từ ánh lục tới nâu ánh vàng, mỗi ngăn chứa 1-3 hạt tròn.

## Các loài
Có 5 loài được công nhận thuộc chi Uvularia. Tất cả đều là đặc hữu Bắc Mỹ. Khu vực sinh sống của chúng là từ miền bắc Florida tới Nova Scotia về phía tây tới Manitoba và về phía nam tới Texas.
- Uvularia floridana Chapm., 1860 – Florida, Georgia, South Carolina, Alabama, Mississippi
- Uvularia grandiflora Sm., 1805 – Ontario, Québec, đông + trung Hoa Kỳ
- Uvularia perfoliata L., 1753 – Ontario, đông + trung nam Hoa Kỳ
- Uvularia puberula Michx., 1803 – đông trung Hoa Kỳ
- Uvularia sessilifolia L., 1753 – đông Canada, đông bắc + đông nam Hoa Kỳ, vùng Ngũ Đại Hồ, lưu vực sông Mississippi.

## Hình ảnh

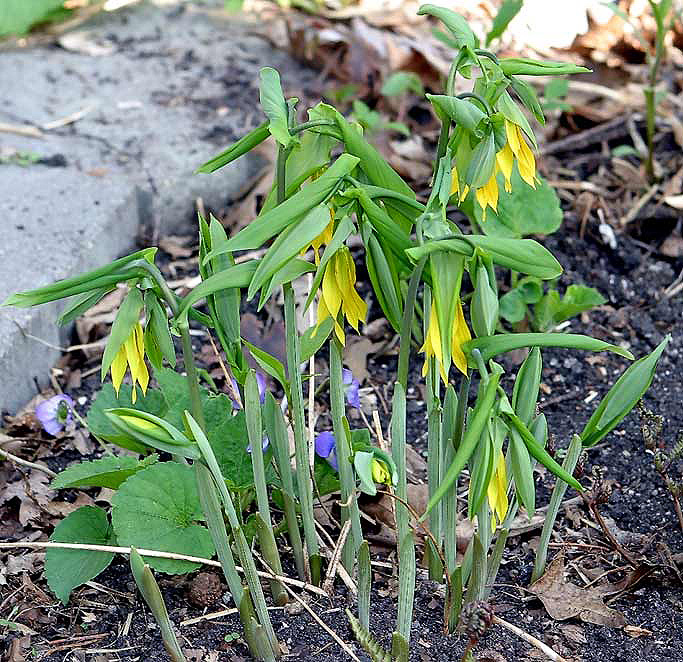
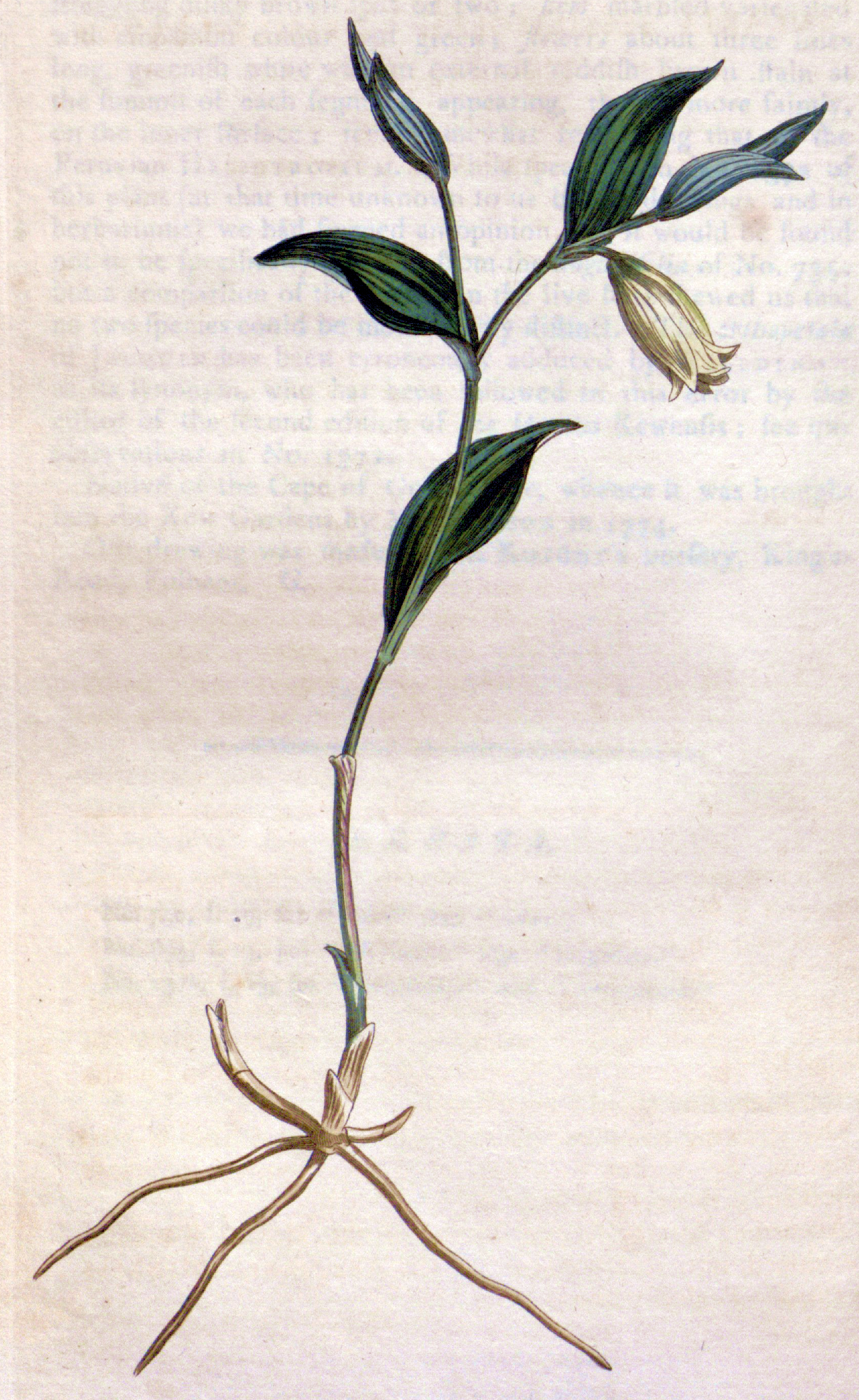